# Mednogorsk
Mednogorsk (russisch Медногорск) ist eine gebietsunterstellte Stadt mit 23.013 Einwohnern (Stand 2024) in der Oblast Orenburg in Russland. 

## Geografische Lage
Sie liegt südlich des Ural an der Trans-Aral-Eisenbahn und der Straße zwischen den Städten Orenburg und Orsk. Die nächstgelegene Stadt ist Kuwandyk rund 15 km von Mednogorsk entfernt.

## Geschichte
Die Stadt wurde ab 1933 mit dem Bau eines Kupfererz-Bergbaukombinats angelegt. Seit dem Anfang des 20. Jahrhunderts bestand hier an der Trans-Aral-Eisenbahn eine Ausweiche, weswegen die Ortschaft ursprünglich schlicht Ausweichstelle Nr. 10 (Разъезд № 10) genannt wurde. Der später gewählte Name Mednogorsk lehnt sich hingegen an den Bergbau an und bedeutet so viel wie „Kupferbergstadt“.
Anfangs bestand das heutige Mednogorsk aus mehreren Arbeitersiedlungen des sich im Bau befindlichen Kombinats. Nachdem dieses 1939 fertiggestellt wurde, wurden die Siedlungen offiziell zur Stadt Mednogorsk vereinigt.
Während des Zweiten Weltkriegs wurden für mehrere Jahre die Produktionsanlagen des Tulaer Rüstungswerks aus Tula in die Nähe von Mednogorsk verlegt, das sich im von den Deutschen nicht besetzten Hinterland der Sowjetunion befand. In dieser Zeit war Mednogorsk eine wichtige Produktionsstätte von Waffen, mit denen die Rote Armee beliefert wurde.

## Bevölkerungsentwicklung
| Jahr | Einwohner |
| ---- | --------- |
| 1939 | 19.623    |
| 1959 | 36.787    |
| 1970 | 38.024    |
| 1979 | 34.941    |
| 1989 | 34.095    |
| 2002 | 31.369    |
| 2010 | 27.292    |

Anmerkung: Volkszählungsdaten

## Wirtschaft

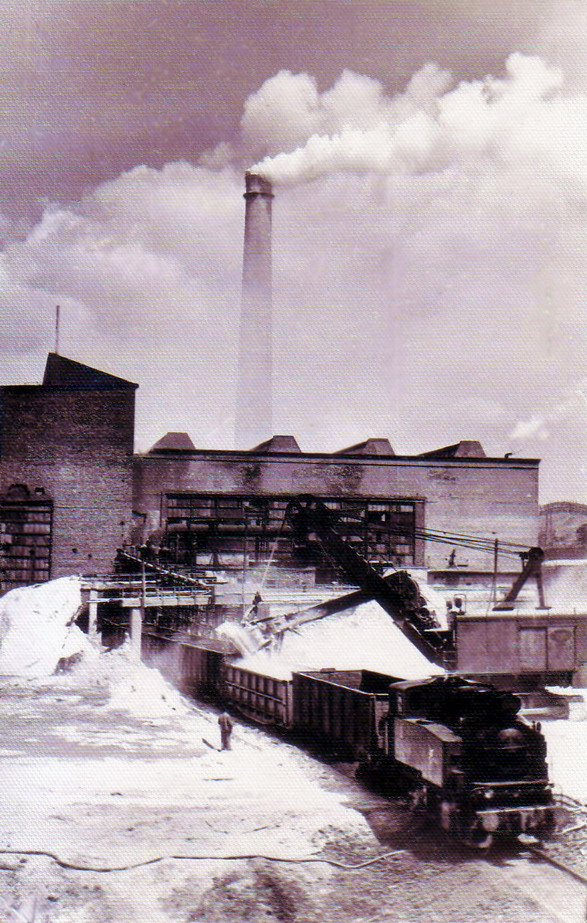
Schwefellager im Kupferwerk Mednogorsk (1960er-Jahre)

Wichtigster Betrieb der Stadt ist nach wie vor das Kupferkombinat, das heute zum Metallurgieunternehmen UGMK gehört. Daneben gibt es in Mednogorsk Betriebe aus dem Bereich des Maschinenbaus und der Nahrungsmittelindustrie sowie ein Heizkraftwerk.

## Söhne und Töchter der Stadt
- Sergei Kusnezow (* 1964), Komponist und Liedermacher
- Ekaterina Bakanova (* 1984), Opern- und Oratoriensängerin (Sopran)